# مارکو مونتی
مارکو مونتی (انگلیسی: Marco Monti؛ زادهٔ ۲ ژوئیهٔ ۱۹۶۷) بازیکن فوتبال اهل ایتالیا است.
از باشگاه‌هایی که در آن بازی کرده‌است می‌توان به باشگاه فوتبال اینتر میلان، باشگاه فوتبال رجینا، باشگاه ورزشی لاتزیو، باشگاه فوتبال رجانا، و باشگاه فوتبال آتالانتا اشاره کرد.
وی همچنین در تیم‌های ملی فوتبال زیر ۱۶ سال ایتالیا، زیر ۱۷ سال ایتالیا، زیر ۱۸ سال ایتالیا، و زیر ۲۱ سال ایتالیا بازی کرده‌است.